# Доначка Гора
Доначка Гора (словен. Donačka Gora) је насељено место у општини Рогатец, Савињска регија, Словенија.

## Историја
До територијалне реорганизације у Словенији била је у саставу старе општине Шмарје при Јелшах.

## Становништво
У попису становништва из 2011. године, Доначка Гора је имала 181 становника.
| Број становника према пописима | Број становника према пописима | Број становника према пописима |
| ------------------------------ | ------------------------------ | ------------------------------ |
| 1991                           | 2002                           | 2011                           |
| 219                            | 185                            | 181                            |

Напомена: Године 2013. извршена је мања размена територија између насеља Доначка Гора и Свети Јуриј.